# Luis Pérez de León
Luis Pérez de León (1893 - Madrid, 24 de juny de 1962) va ser un actor espanyol. De jove es dedicà a la fotografia artística i esdevingué força popular com a actor de teatre; fou creador de companyies de teatre infantils i fins una escola d'actors. També va actuar al cinema i fins i tot també fou durant la dècada del 1940 i 1950 actor de doblatge. És enterrat al Cementiri de La Almudena.

## Filmografia
- Isidro labrador (1922)
- La chica del gato (1926)
- Los héroes del barrio (1936)
- La chica del gato (1943)
- Orosia (1943)
- Una chica de opereta (1943)
- Tambor y cascabel (1944)
- Turbante blanco (1944)
- La mies es mucha (1948)
- Las aguas bajan negras (1948)
- Apartado de correos 1001 (1950)
- Mi adorado Juan (1950)
- Teatro Apolo (1950)
- Un soltero difícil (1950)
- Bajo el cielo de Asturias (1951)
- Duda (1951)
- La forastera (1951)
- La señora de Fátima (1951)
- Me quiero casar contigo (1951)
- El sistema Pelegrín (1952)
- La laguna negra (1952)
- Muchachas de Bagdad (1952)
- Persecución en Madrid (1952)
- Bienvenido, Mister Marshall (1953)
- Dos caminos (1953)
- Jeromín (1953)
- La alegre caravana (1953)
- El bandido generoso (1954)
- El pescador de coplas (1954)
- Felices Pascuas (1954)
- La moza del cántaro (1954)
- Novio a la vista (1954)
- Todo es posible en Granada (1954)
- El sol sale todos los días (1956)

## Premis
En l'edició de 1948, va rebre la medalla al millor actor secundari atorgada pel Cercle d'Escriptors Cinematogràfics pel seu paper a Las aguas bajan negras.